# Jay Henderson (Fußballspieler)
Jay Henderson (* 7. März 2002 in Irvine) ist ein schottischer Fußballspieler, der beim schottischen Erstligisten Ross County unter Vertrag steht.

## Karriere
Jay Henderson spielte bis zum Jahr 2020 in der Jugend des FC St. Mirren aus dem schottischen Paisley. Ab September 2020 wurde er an den Drittligisten FC Clyde verliehen, für den er bis zum Dezember desselben Jahres auf vier Ligaspiele kam. Nach seiner Rückkehr zu den „Saints“ spielte er ab April 2021 für die erste Mannschaft in der Scottish Premiership. Sein Debüt gab Henderson bei einem 1:0-Sieg gegen den FC Motherwell am 10. April 2021.
Im März 2022 wurde er erstmals in den Kader der schottischen U21-Nationalmannschaft berufen und debütierte dort beim EM-Qualifikationsspiel gegen die Türkei.